# Pont Hong Kong-Zhuhai-Macau
El pont Hong Kong-Zhuhai-Macau és un projecte d'enginyeria civil que consisteix en una sèrie de ponts i túnels de 55 km que connecten Hong Kong amb Macau i Zhuhai, les tres ciutats principals del delta del riu Perla i regions administratives especials de la Xina.
La longitud total del pont (més el túnel) és d'uns 55 km. El pont principal mesura uns 30 km i el túnel mesura 6,7 km, es van dissenyar per permetre el pas de vaixells de gran tonatge, que no permetien els trams baixos, cada un, amb una solució diferent.
El projecte es va començar a construir el 2009 i va ser finalitzat el 14 de novembre de 2017, trigant 9 anys. Va ser inaugurat i obert al tràfic el 23 d'octubre de 2018. El cost del pont, les carreteres d'accés i les illes artificials va ser d'uns 20.000 milions de dòlars, uns 17.000 milions d'euros, el "pont principal" tot sol va costar uns 7.000 milions de dòlars (6.000 milions d'euros).

## El projecte
Aquesta infraestructura ha estat concebuda per permetre una major capacitat de comunicació entre dues àrees densament poblades separades per l'estuari d'un gran riu. Aquest enllaç de 55 km que es calcula que va costar uns 20.000 milions de dòlars, permet reduir la comunicació entre Hong Kong i Macau o Zhuhai de les tres hores d'abans a tan sols trenta minuts.

### El pont principal
A causa de la poca profunditat de les aigües es plantejà una instal·lació de trams elevats sobre grans pilars reforçats amb pilots que permetessin el pas de vaixell petits i mitjans. La secció més llarga del pont té 29,6 quilòmetres de llarg i inclou tres trams amb tirants de 280 i 460 metres que, al fer l'altura i llum del ponts més elevades, permeten el pas de vaixells més grans, que els trams baixos. El pont consta d'una doble calçada de tres carrils amb mitjana de separació, està preparat per resistir un fort onatge i se li calcula una vida útil de 120 anys.

### El túnel
En la part més propera a Hong Kong on se situa el major nombre de rutes marítimes d'alt tonatge, per evitar accidents i no interrompre el tràfic en cap dels sentits, s'ha optat per la construcció d'un túnel que s'uneix als diferents trams de pont mitjançant dues illes artificials. Les illes han estat creades amb una armadura perimetral a base de cilindres d'acer i farciment de terra de manera que conformen una silueta ovoide estilitzada. Ambdues illes artificials han estat concebudes a més a més com a llocs d'atractiu turístic en poder-se observar amb facilitat en aquesta zona gran quantitat de grups de dofins blancs.
El túnel en comptes de ser excavat ha estat realitzat mitjançant una regularització del jaç marí sobre la qual s'hi han anat dipositant grans seccions de formigó armat amb un doble reforç central que divideix la peça en dues zones principals per al tràfic rodat i una tercera cavitat central de dues altures a ser utilitzades per a instal·lacions de manteniment i sortides d'emergència.

## Construcció
La construcció del projecte va començar el 15 de desembre de 2009 al costat xinès, amb el Comitè Permanent del Buró Polític i viceprimer ministre de la Xina Li Keqiang celebrant una cerimònia d'inici. La construcció de la secció de Hong Kong del projecte va començar el desembre de 2011 després d'un retard causat per una impugnació legal sobre l'impacte ambiental del pont.
L'última torre del pont es va aixecar el 2 de juny de 2016, l'últim element de la secció recta de 4.860 metres de llargària del túnel submarí es va instal·lar el 12 de juliol de 2016, mentre la junta definitiva del túnel es va instal·lar el 2 de maig de 2017. La construcció del pont principal, que consta d'un viaducte i un túnel submarí, es va completar el 6 de juliol de 2017 i tot el projecte de construcció es va completar el 6 de febrer de 2018. Durant la construcció van morir 19 treballadors.

## Efectes econòmics
El pont enllaça tres ciutats principals: Hong Kong, Zhuhai i Macau, que estan geogràficament properes però separades pel mar. Amb el pont, el temps de viatge entre Zhuhai i Hong Kong es va reduir d'unes 4 hores a 30 minuts a la carretera.
El projecte del pont forma part d'una estratègia impulsada per Pequín per crear un centre econòmic i promoure el desenvolupament econòmic de tota l'àrea del delta del riu Perla, que també es coneix com a Àrea de la Gran Badia. Amb l'esperança d'aprofitar el pont i crear una zona econòmica que unís les tres ciutats, la zona de Hengqin de Zhuhai va ser designada com a zona de lliure comerç el 2015.

## Transport

### Autobusos d'enllaç

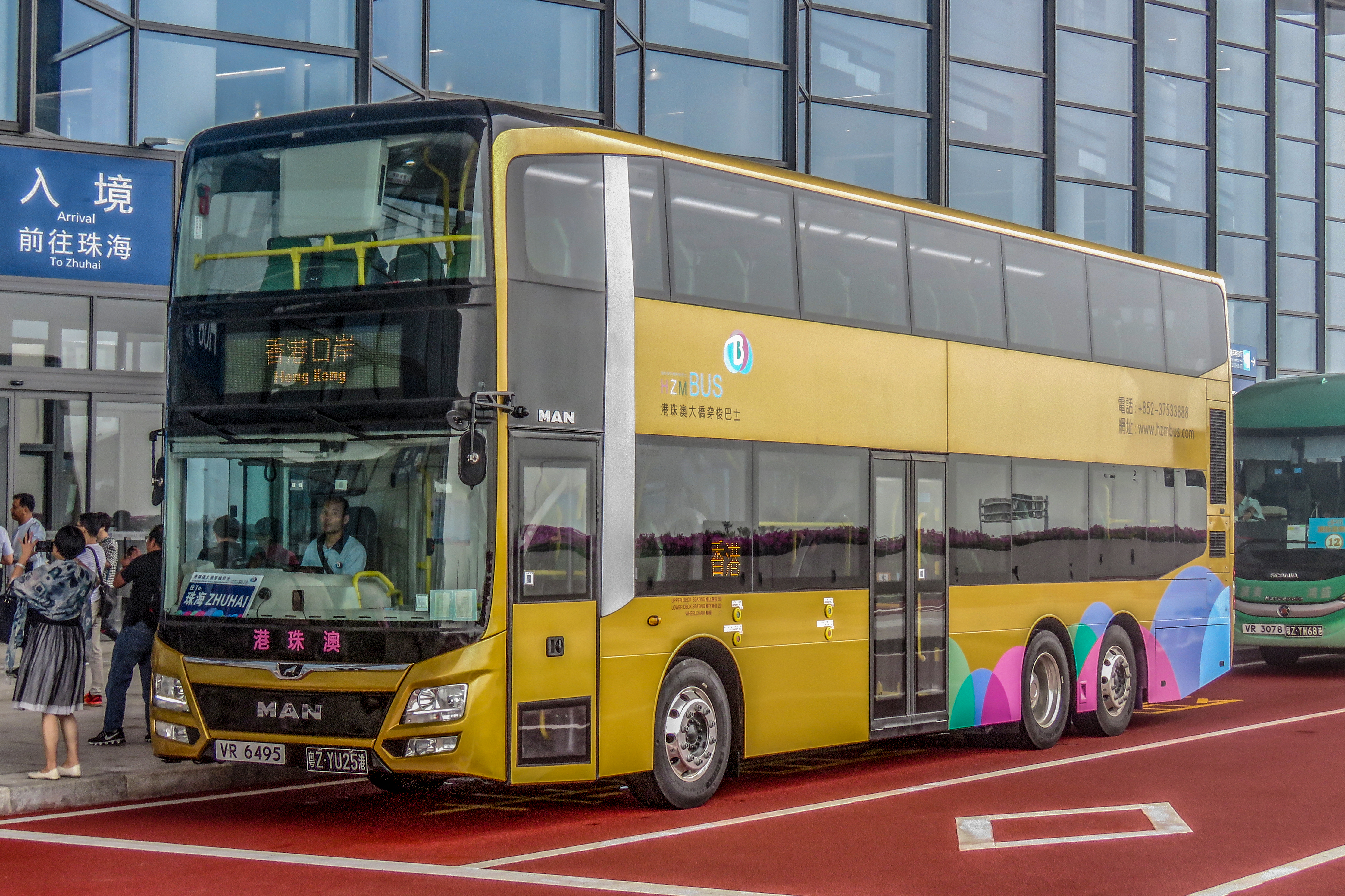
Bus entre Hong Kong i Zhuhai/Macau.

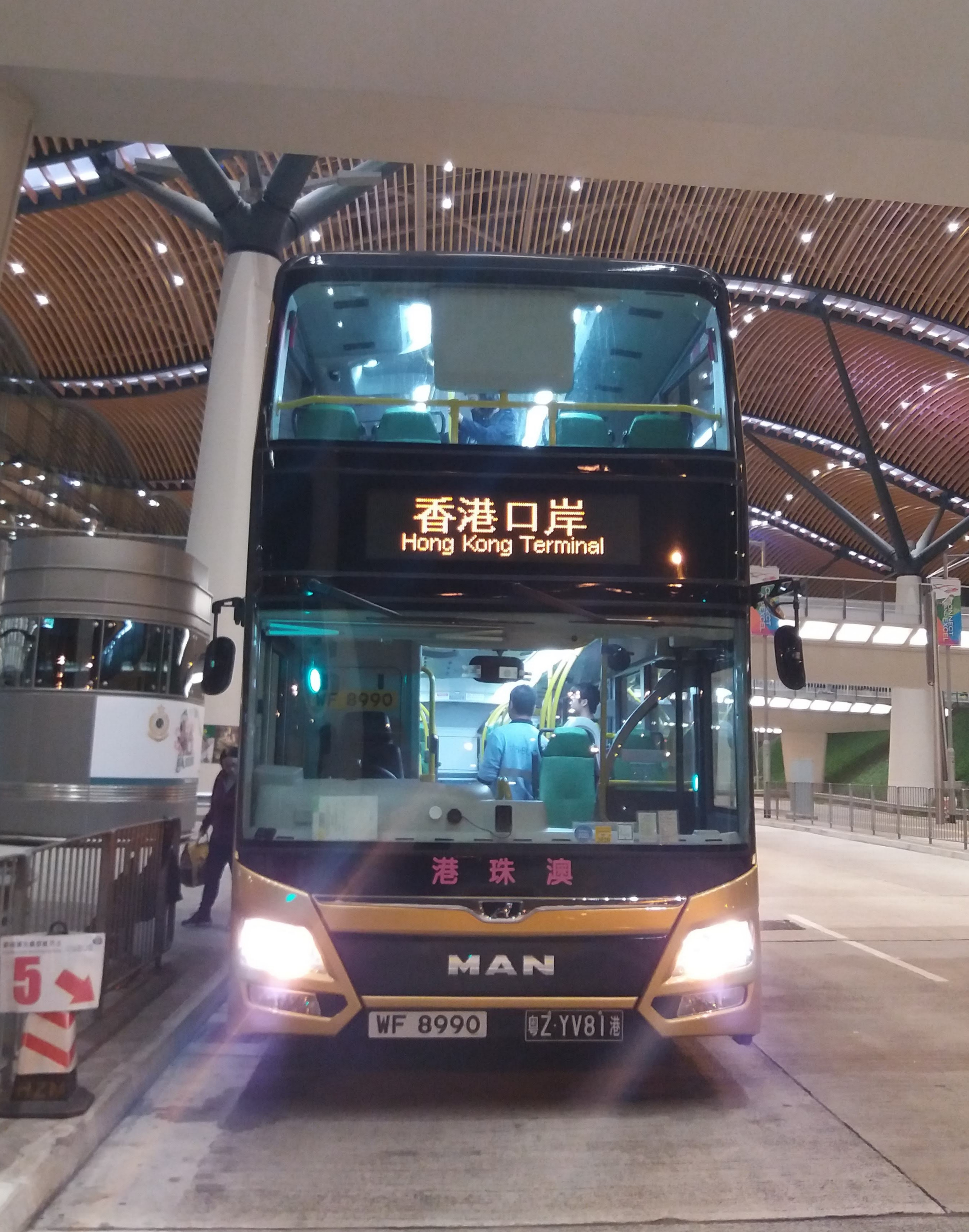
Bus de Macau arribant a Hong Kong.

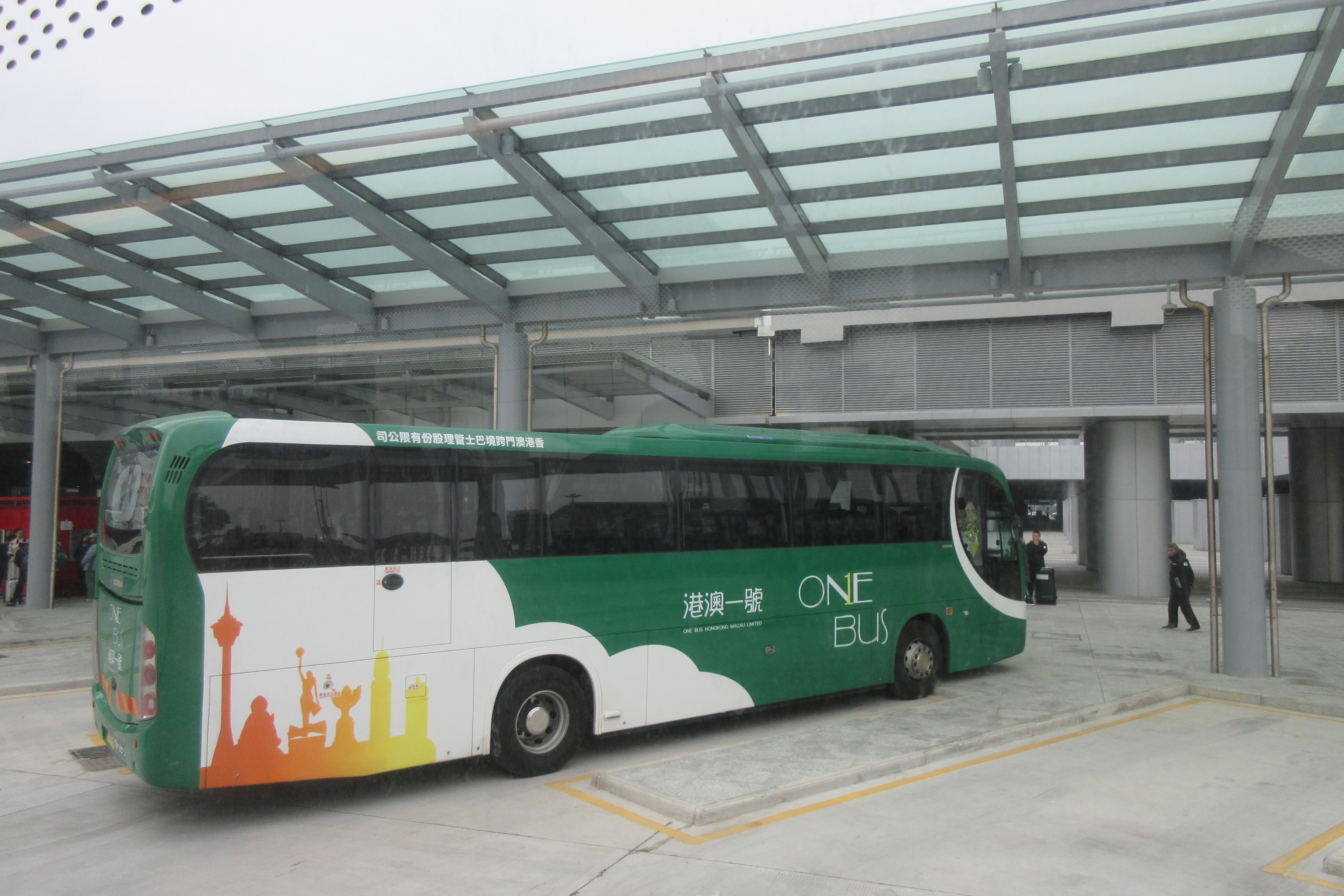
Els serveis d'OneBus Hong Kong Macau.

El servei d´autobús d'enllaç HZMBus funciona les 24 hores del dia amb sortides d'autobús tan freqüents com cada cinc minuts. El viatge a través de l'HZMB dura uns 40 minuts.
Es pot arribar al port HZMB de Hong Kong amb taxi o en diversos autobusos, entre els quals hi ha les rutes A11, A21, A22 i A29 de l'aeroport de Cityflyer, les rutes A31, A33X, A36 i A41 de l'aeroport de Long Win Bus, l'autobús d'enllaç B4 de l'aeroport internacional de Hong Kong, l'autobús d'enllaç B5 de l'estació de Sunny Bay|Estació de MTR de Sunny Bay] o l'autobús B6 de Tung Chung. A més, tots els autobusos nocturns de l'aeroport (rutes amb prefix NA) acaben i comencen el servei des del port de Hong Kong.
Al port de Zhuhai de HZMB es pot arribar des de Zhuhai amb taxis oa l'autobús L1, que utilitza vehicles turístics històrics, o als autobusos de les línies 12, 23, 25 o 3.
Al port de HZMB Macau es pot arribar des de Macau en taxis o en diversos autobusos, incloent-hi l'autobús 101X i el 102X des de St Paul's i Taipa, o l'autobús HZMB Integrated Resort Connection des de la terminal de ferri de Taipa o la terminal de ferri exterior , connectant amb els autobusos denllaç gratuïts del casino.

### Vehicles privats
A finals del 2017 només s'havien expedit 10.000 permisos perquè els vehicles privats poguessin travessar l'HZMB des de Hong Kong fins a Zhuhai. A més, el nombre de vehicles permesos per entrar a Hong Kong i Macau des d'altres regions està subjecte a una quota diària.
Atès que el govern de Hong Kong imposa importants taxes, impostos i tràmits administratius sobre la propietat i l'ús de vehicles privats per fer front a la congestió viària, conduir un cotxe a la HZMB incorreria en les mateixes restriccions que el trànsit transfronterer actual. Aquestes inclouen la sol·licitud de permisos de conduir separats per a Hong Kong i la Xina continental, un permís de carretera tancada de Hong Kong per als vehicles transfronterers i un avís d'aprovació de l'Oficina de Seguretat Pública de Guangdong. Els propietaris de vehicles també han d'assegurar-se que tenen la cobertura d'assegurança adequada per a les regions on viatgen.
A més, per ajudar la compacta Macau a fer front als seus problemes de congestió a les carreteres, s'anima encaridament els conductors que arriben d'altres regions a utilitzar un pla d'aparcar i ús de transport públic, deixant els vehicles en un aparcament als afores de Macau. Es permet una petita quota de 300 vehicles per entrar directament a Macau.